# Philipp Wilhelm von Schoeller (Industrieller, 1797)

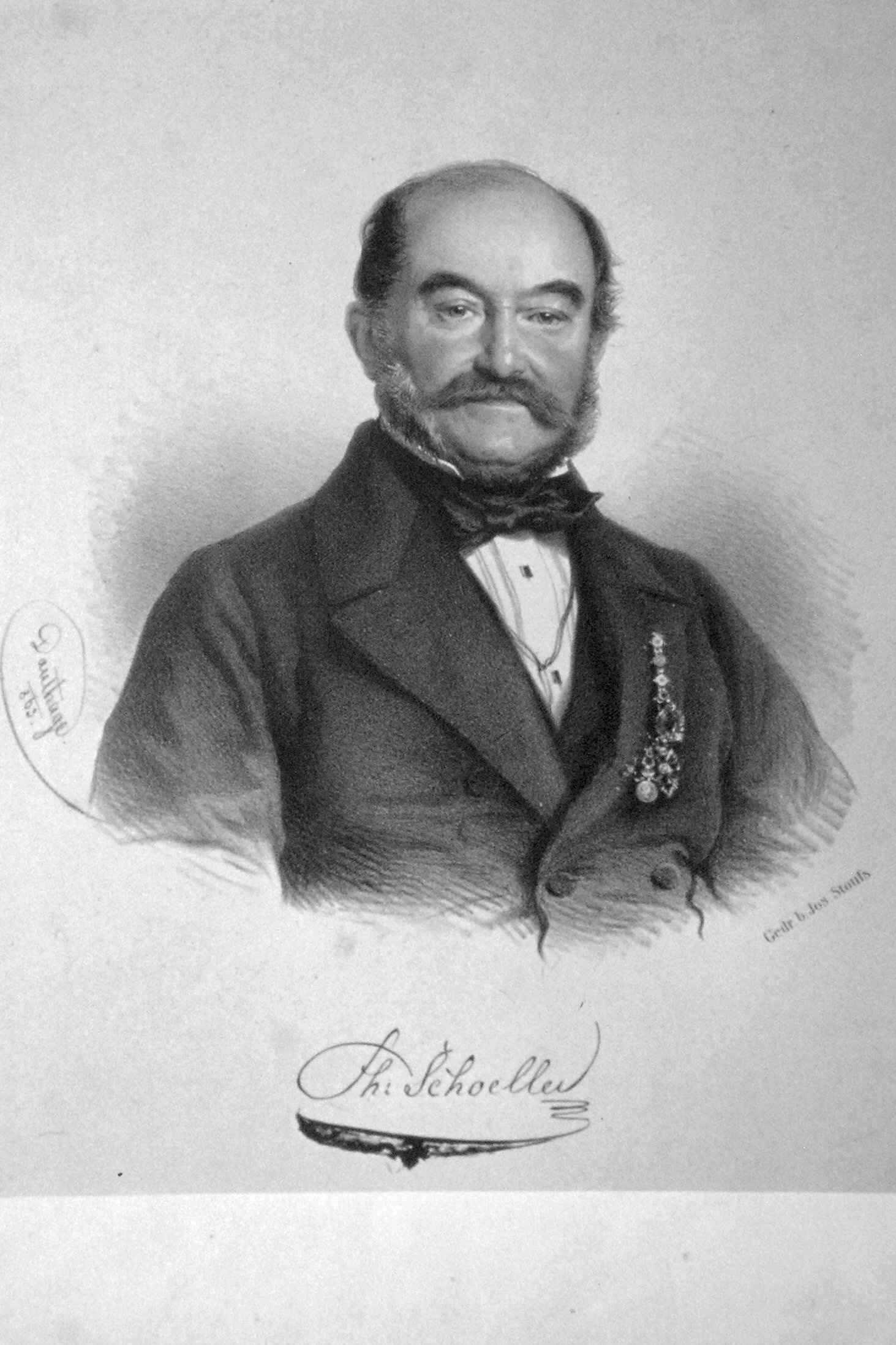
Philipp Wilhelm von Schoeller (1797–1877), Lithographie von Adolf Dauthage, 1863

Philipp Wilhelm Schoeller, seit 1863 Ritter von Schoeller (* 20. Februar 1797 in Düren; † 14. Mai 1877 in Brünn) war ein österreichisch-ungarischer Großindustrieller deutscher Herkunft in Brünn.

## Leben und Wirken
Der Sohn des Dürener Tuchfabrikanten Johann Wilhelm Schoeller (1770–1812) und der Anna Elisabeth Peipers durchlief im väterlichen Betrieb eine Ausbildung zum Tuchfabrikanten und Tuchhändler und sammelte praktische Erfahrung auf Studienreisen in Belgien, Frankreich und England. 
Nachdem das Königreich Lombardo-Venetien im Jahr 1817 eine Handelssperre verhängt hatte, brachen für die Familie Schoeller wichtige Handelsverbindungen zusammen. Die Gebrüder Johann Peter (1778–1838), Carl Friedrich (1784–1860) und Leopold Schoeller (1792–1884), drei Onkel von Philipp Wilhelm, ersuchten daraufhin bei Kaiser Franz I. um eine Konzession zur Gründung der Gebr. Schoeller k. k. Feintuch- und Wollwarenfabrik in Brünn, welche ihnen am 19. März 1819 erteilt wurde. Da die Brüder aber weiterhin hauptsächlich in ihren Dürener Werken tätig sein wollten, übertrugen sie das Unternehmen ab 1823 an ihren Neffen Philipp Wilhelm von Schoeller.
Philipp Wilhelm führte jetzt konsequent technische Modernisierungen ein, schaffte ein Jahr später die erste Dampfmaschine an und 1827 als erstes Unternehmen in Österreich eine Gasbeleuchtung. Durch diese Neuerungen konnten die Produktionszahlen quantitativ und qualitativ deutlich gesteigert und die Ware über teilweise familieneigene internationale Vertriebswege und Niederlassungen in Wien und Mailand erfolgreich verkauft werden. Nachdem zwischenzeitlich am 20. Juli 1833 Philipp Wilhelms Vetter Alexander von Schoeller in Wien das Großhandelshaus Schoeller & Co., aus dem später die Schoellerbank hervorging, gegründet hatte, legte Philipp Wilhelm die Wiener Niederlassung mit dem Handelshaus zusammen und wurde als Gesellschafter eingesetzt. Für seine bisherigen Verdienste um die inländische Industrie wurde Schoeller 1836 mit der Zivilehrenmedaille ausgezeichnet und errang 1839 mit seinen Produkten auf der Wiener Ausstellung die goldene Medaille. Im Jahre 1841 beschäftigte er in Brünn 700 Arbeitskräfte und beteiligte zwischenzeitlich auch seinen jüngeren Bruder Adolph (1804–1860) als Gesellschafter an seinem Unternehmen. 
Ebenso wie ein Großteil seiner Verwandten investierte Schoeller auch in die aufstrebende Zuckerrübenindustrie. So erwarb er von Alexander von Schoeller Anteile an Ländereien für den Zuckerrübenanbau im böhmischen Čakovice und Ctěnice sowie im slowakischen Levice und war ebenfalls mit Alexander Mitbegründer der Zuckerfabriken in Čakovice und Vrdy bei Prag. Trotz der hohen Belastung bei der Verwaltung dieser Besitztümer übernahm Schoeller noch zahlreiche öffentliche Funktionen in Verbänden und Organisationen. So bekleidete er bereits ab 1826 das Amt des Vorsitzenden der evangelischen Gemeinde, wurde später unter anderem zum stellvertretenden Verwaltungsrat der Mährischen Excompte-Bank gewählt sowie zum Direktor der Wechselseitigen Mährischen Feuerversicherungsanstalt, der Brünner Filiale der Österreichischen Nationalbank und der Brünn-Rossitzer Eisenbahn AG berufen. Ferner war er Mitglied der Brünner Handels- und Gewerbekammer und Vizepräsident der Brünner Handelsvereinigung. In den Jahren 1848/49 gehörte er als Mitglied dem Mährischen Landtag und 1860 dem verstärkten Reichsrat an. 
Für seine vielseitigen Verdienste und sein gemeinnütziges Wirken wurde Schoeller 1863 mit dem Titel eines Ritters in den erblichen Österreichischen Adelsstand erhoben.  
Nach dem Tod von Philipp Wilhelm von Schoeller übernahm sein ältester Sohn Gustav von Schoeller (1830–1912), schwerpunktmäßig die Gebr. Schoeller k. k. Feintuch- und Wollwarenfabrik in Brünn, sein zweiter Sohn Philipp Johann von Schoeller (1835–1892) die Zuckerfabriken sowie beide zusammen unter anderem Anteile am Großhandelshaus Schoeller & Co in Wien. 
Die beiden Töchter Auguste und Marie heirateten in die ebenfalls in der Tuch- und Zuckerindustrie tätige Unternehmerfamilie Skene ein, wobei sich Auguste mit August von Skene (1829–1892) vermählte, der unter anderem zusammen mit Alexander von Schoeller Mitbegründer der späteren Leipnik-Lundenburger Zuckerfabrik AG war. An diesem Unternehmen hielt bis 1943 das Wiener Großhandels- und Bankhaus Schoeller & Co. die Aktienmehrheit und noch bis 1988 saß mit dem Präsidenten Philipp Schoeller ebenfalls ein Familienmitglied im Management.